# جيم شوكلي
جيم شوكلي (بالإنجليزية: Jim Shockley)‏ هو ضابط وسياسي أمريكي، ولد في 12 سبتمبر 1944 في ميسا في الولايات المتحدة. حزبياً، نشط في الحزب الجمهوري. وقد انتخب عضو مجلس ولاية مونتانا وانتخب عضو مجلس نواب مونتانا.